# Gubernatorzy stanu Chihuahua

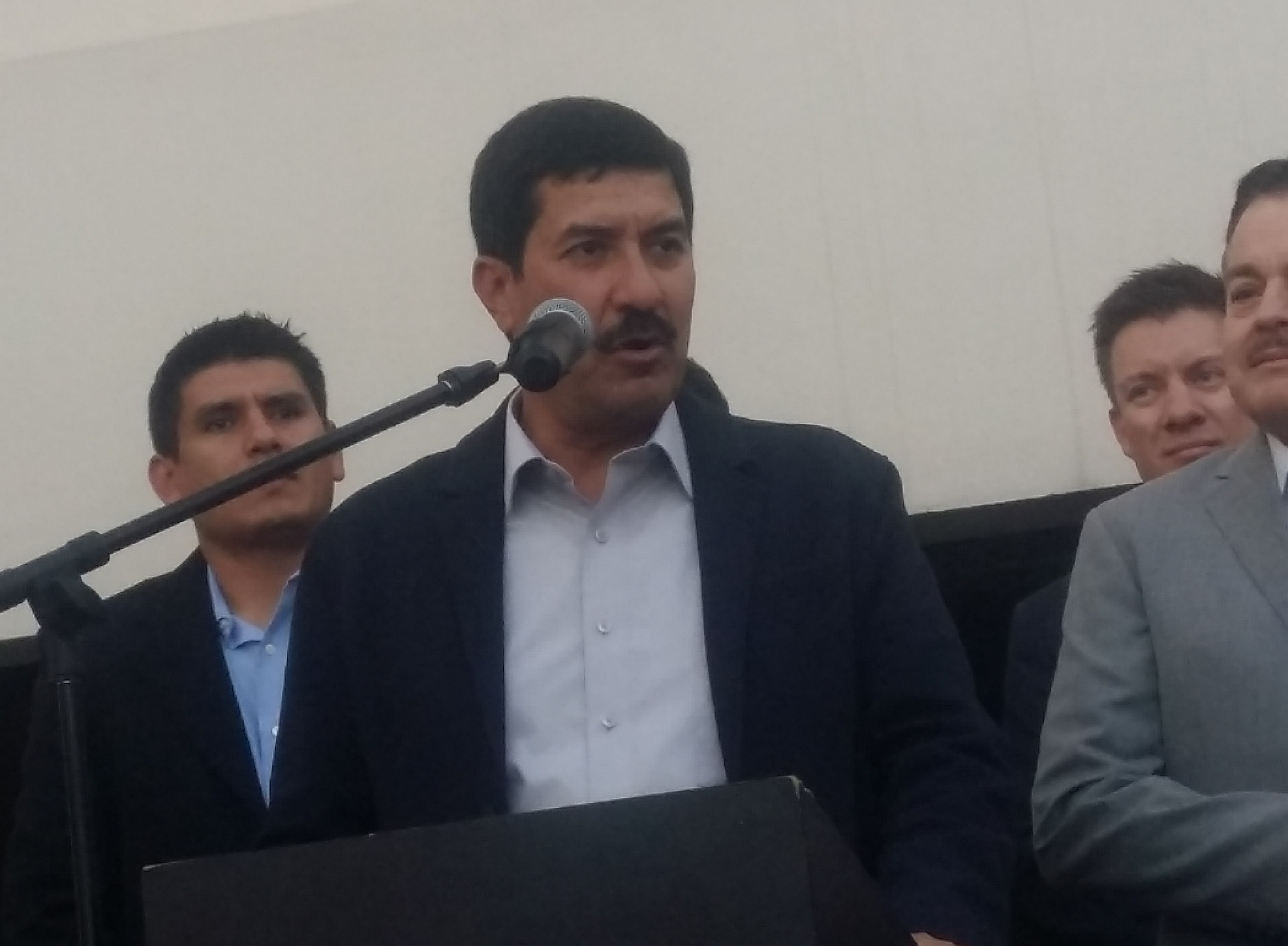
Javier Corral Jurado

Gubernatorzy stanu Chihuahua w Meksyku:
- 1892: Rafael Pimentel
- 1892–1896: Miguel Ahumada
- 1896–1900: Miguel Ahumada
- 1900–1903: Miguel Ahumada
- 1903: Joaquín Cortázar
- 1903–1904: Luis Terrazas
- 1904–1906: Enrique C. Creel
- 1906–1907: José María Sánchez
- 1907–1910: Enrique C. Creel
- 1910: José María Sánchez
- 1910–1911: Alberto Terrazas Cuilty
- 1911: Miguel Ahumada
- 1911: Abraham González
- 1911–1912: Aureliano L. González
- 1912: Abraham González
- 1912: Felipe R. Gutiérrez
- 1912–1913. Abraham González
- 1913: Antonio Rábago
- 1913: Salvador R. Mercado
- 1913–1914: Francisco Villa
- 1914: Manuel Chao
- 1914: Fidel Ávila
- 1914: Silvestre Terrazas
- 1914–1915: Fidel Ávila
- 1915: Silvestre Terrazas
- 1915–1916: Ignacio C. Enríquez
- 1916: Francisco L. Treviño
- 1916–1917: Arnulfo González
- 1917: Enrique Alcalá
- 1917–1918: Arnulfo González
- 1918: Manuel Herrera Marmolejo
- 1918: Arnulfo González
- 1918: Ignacio C. Enríquez
- 1918: Ramón Gómez y Salas
- 1918: Ignacio C. Enríquez
- 1918–1919: Andrés Ortíz
- 1919: Melquiades Angulo
- 1919: Andrés Ortíz
- 1919: Melquiades Angulo
- 1919: Andrés Ortíz
- 1919: Melquiades Angulo
- 1919–1920: Andrés Ortíz
- 1920: Melquiades Angulo
- 1920: Andrés Ortíz
- 1920: Melquiades Angulo
- 1920: Emilio Salinas
- 1920: Alfonso Gómez Luna
- 1920: Abel S. Rodríguez
- 1920: Tomás Gameros
- 1920: Abel S. Rodríguez
- 1920–1921: Ignacio C. Enríquez
- 1921: Efrén Valdéz
- 1921: Ignacio C. Enríquez
- 1921: Rómulo Alvelais
- 1921: Ignacio C. Enríquez
- 1921: Pedro S. Olivas
- 1921–1923: Ignacio C. Enríquez
- 1923: Rómulo Alvelais
- 1923: José Acosta Rivera
- 1923: Ignacio C. Enríquez
- 1923: José Acosta Rivera
- 1923: Ignacio C. Enríquez
- 1923: Rómulo Alvelais
- 1923: Ignacio C. Enríquez
- 1923–1924: Reinaldo Talavera
- 1924: Ignacio C. Enríquez
- 1924: Reinaldo Talavera
- 1924: Vicente N. Mendoza
- 1924: Reinaldo Talavera
- 1924: Jesús Antonio Almeida
- 1924: Vicente N. Mendoza
- 1924–1925: Jesús Antonio Almeida
- 1925: Vicente N. Mendoza
- 1925: Jesús Antonio Almeida
- 1925: Jorge M. Cárdenas
- 1925–1926: Jesús Antonio Almeida
- 1926: Mariano Guillén
- 1926–1927: Jesús Antonio Almeida
- 1927: Manuel Mascareñas
- 1927–1928: Fernando Orozco
- 1928–1929: Marcelo Caraveo
- 1929: Luis L. León
- 1929: Francisco R. Almada
- 1929: Luis L. León
- 1929–1930: Francisco R. Almada
- 1930: Rómulo Escobar
- 1930: Francisco R. Almada
- 1930: Andrés Ortíz
- 1930: Pascual García
- 1930: Andrés Ortíz
- 1930: Pascual García
- 1930–1931: Andrés Ortíz
- 1931: Pascual García
- 1931: Andrés Ortíz
- 1931: Pascual García
- 1931: Andrés Ortíz
- 1931: Pascual García
- 1931: Andrés Ortíz
- 1931: Pascual García
- 1931: Andrés Ortíz
- 1931–1932: Roberto Fierro Villalobos
- 1932: Eduardo Salido
- 1932–1936: Rodrigo M. Quevedo
- 1936–1940: Gustavo L. Talamantes
- 1940–1946: Alfredo Chávez
- 1946–1950: Fernando Foglio Miramontes
- 1950–1955: Oscar Soto Maynez
- 1955–1956: Jesús Lozoya Solís
- 1956–1962: Teófilo Borunda
- 1962–1968: Práxedes Ginér Durán
- 1968–1974: Oscar Flores Sánchez
- 1974–1980: Manuel Bernardo Aguirre
- 1980–1985: Oscar Ornelas
- 1985–1986: Saúl González Herrera
- 1986–1992: Fernando Baeza Meléndez
- 1992–1998: Francisco Barrio Terrazas
- 1998–2004: Patricio Martínez García
- 2004 – 2010: Jose Reyes Baeza Terrazas
- 2010–2016: César Horacio Duarte Jáquez
- od 2016: Javier Corral Jurado